# Жангхулу
Жангхулу (让胡路) град је Кини у покрајини Хејлунгђанг. Према процени из 2009. у граду је живело 226.640 становника.

## Становништво
Према процени, у граду је 2009. живело 226.640 становника.
| 1990.   | 2000.   | 2009    |
| ------- | ------- | ------- |
| 201.126 | 219.644 | 226.640 |